# Polyblastia cupularis
Polyblastia cupularis är en lavart som beskrevs av A. Massal. Polyblastia cupularis ingår i släktet Polyblastia och familjen Verrucariaceae.  Arten är reproducerande i Sverige. Inga underarter finns listade i Catalogue of Life.